# 博兰莱努瓦永
博兰莱努瓦永（法語：Beaurains-lès-Noyon，法語發音：[boʁɛ̃ lɛ nwajɔ̃]，意为“努瓦永附近的博兰”）是法国瓦兹省的一个市镇，属于贡比涅区。

## 地理
博兰莱努瓦永（49°36'39"N, 2°58'22"E）面积3.8 平方千米，位于法国上法蘭西大區瓦兹省，该省份为法国北部内陆省份，北起索姆省，西接厄尔省和滨海塞纳省，南至塞纳-马恩省和瓦兹河谷省，东临埃纳省。
与博兰莱努瓦永接壤的市镇（或旧市镇、城区）包括：比西、让夫里、努瓦永、波尔凯里库尔、塞迈兹。

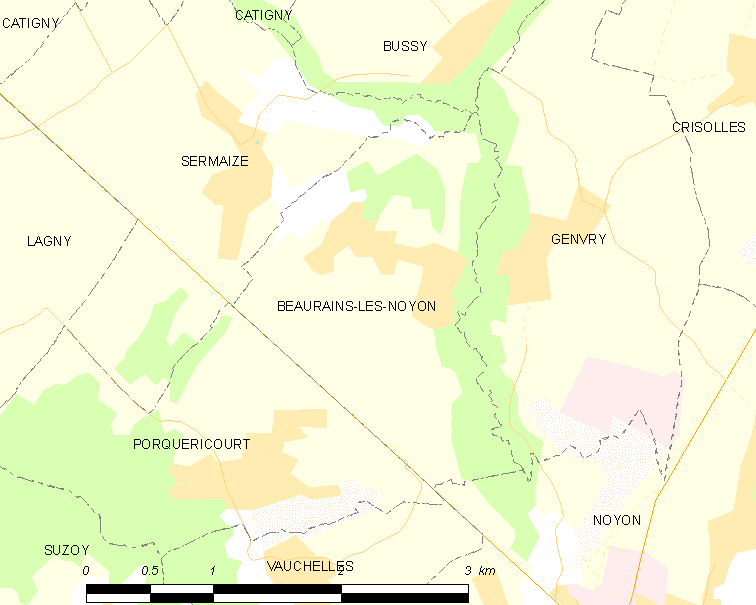
博兰莱努瓦永的OSM定位图

博兰莱努瓦永的时区为UTC+01:00、UTC+02:00（夏令时）。

## 行政
博兰莱努瓦永的邮政编码为60400，INSEE市镇编码为60055。

## 政治
博兰莱努瓦永所属的省级选区为努瓦永县。

## 人口

1962-2008年间博兰莱努瓦永人口变化图示

博兰莱努瓦永于2022年1月1日时的人口数量为340人。